# Сиро-хеттские царства

Приблизительные границы неохеттских царств около 800 г. до н. э.

Позднехеттские (неохеттские) или сиро-хеттские царства (государства) — политические образования раннего железного века на территории юго-востока Анатолии и севера современной Сирии, образовавшиеся в результате распада Хеттской империи около 1180 года до н. э. (см. Катастрофа бронзового века) и существовавшие примерно до 700 года до н. э. Население этих царств говорило в основном на лувийском, арамейском и финикийском языках.

## Терминология
В современной англоязычной литературе термин «неохеттские царства» используется в узком смысле для царств с преобладающим лувийским языком — таких, как Милид и Кархемиш, тогда как термин «сиро-хеттские царства» является более широким и включает все государства, возникшие в южной и центральной Анатолии вслед за коллапсом Хеттской империи — такие, как Табал, Куэ, а также Хамат —  в северной и прибрежной части Сирии.

## История
Существование сиро-хеттских царств засвидетельствовано как многочисленными надписями, так и археологическими данными. Лувийские монументальные надписи, выполненные лувийскими иероглифами, продолжаются без перерыва начиная с памятников Хеттского царства XIII века до н. э. и до сиро-хетских надписей из Каркемиша, Мелида, Алеппо и других мест раннего железного века. Часто надписи лувийскими иероглифами дублируются на одном или двух следующих языках: арамейском, финикийском или аккадском. Наблюдается постепенное распространение арамейского и финикийского письма по территории сиро-хеттских царств. В ходе культурного взаимодействия с левантийским побережьем Сиро-Палестины и Северной Сирии в X—VIII веках до н. э. греки и фригийцы заимствовали алфавитную письменность от финикийцев.
Все Сиро-хетские царства в VIII веке до н. э. вошли в состав Новоассирийского царства, были возведены до статуса Ассирийской провинции.
В VIII веке до н. э. изменилась и политическая ситуация вокруг Ассирии, и уровень военно-политического могущества Ассирии начал постепенно падать. Мелкие сирийские государства перед лицом общего врага образовали два довольно мощных союза — Северный с центром в Каркемише и Южный с центром в Дамаске, а на Армянском нагорье разрозненные племена объединились в сильное государство Урарту. Несколько походов Салманасара III (859—824) в Сирию были неудачными, несмотря на то что у него было более ста тысяч воинов, а Южный и Северный сирийские союзы не оказывал друг другу поддержки. И даже добившись в конце концов там успеха, взять Дамаск он всё равно не смог. Потом для поддержания ассирийской власти в Сирии требовалось повторять походы. Походы против Манны и Урарту были более удачными.
Отдельные царства (Табал), сохранили некоторую степень автономности.

## Состав

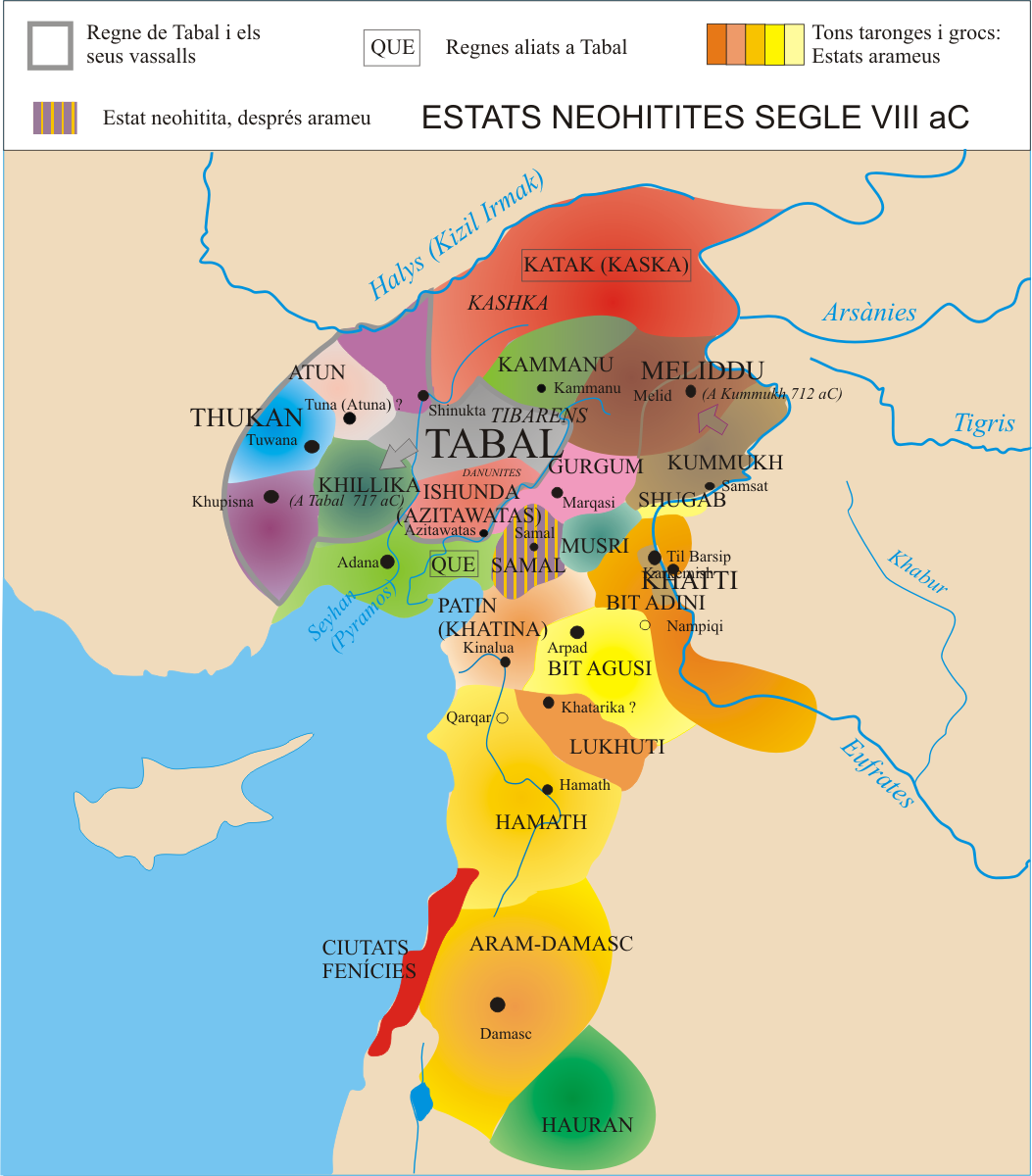
Древняя Сирия в VIII в до н. э.

Сиро-хеттские царства можно разделить на две группы: северную, где власть осталась в руках хеттских правителей, и южную, где около 1000 года до н. э. к власти пришли арамеи.
Северная группа включала такие царства, как:
- Табал. Возможно, включал в свою сферу влияния несколько городов-государств, таких, как Тиана (Тувана), Тунна[англ.], Хуписна, Шинухту[кат.], Иштунда[кат.]
- Камману[англ.] (в том числе Мелид)
- Хилакку[англ.]
- Куэ (с крепостью на месте современного Каратепе)
- Гургум
- Куммух
- Кархемиш

Южная, арамейская группа, включала:
- Бит-Габбари (в том числе, город Сам’аль)
- Бит-Адини[англ.] (вместе с городом Тиль-Барсип)
- Бит-Бахиани[англ.] (вместе с городом Гузана)
- Хаттина (Унки, Паттина, Палистин) (вместе с городом Киналуа — вероятно, современное городище Телль-Тайинат[6], Айн-Дара - религиозный центр)
- Бит-Агуси[англ.] (вместе с городами Арпад, Нампиги и поздне́е Алеппо)
- Хатарикка-Лухути[англ.] (столицей сначала был Алеппо, позднее Хатарикка)
- Хамат
- Финикия
- Арамейский Дамаск